# Смитиенко, Зинаида Дмитриевна
Зинаида Дмитриевна Смитиенко (р. 27 декабря 1936, Котово, Сталинградская область) — российский и украинский учёный-юрист, правовед, кандидат юридических наук (1975), профессор кафедры уголовного процесса Национальной академии внутренних дел Украины (1997). Заслуженный юрист Украины (1996).

## Биография
В 1958 году окончила Свердловский юридический институт. С 1958 работала дознавателем, следователем, старшим следователем УВД Омского облисполкома.
С 1964 — ст. преподаватель кафедры уголовного права и процесса Омской высшей школы милиции МВД СССР (ныне Омская академия МВД России).
С 1972 — преподаватель, ст. преподаватель, доцент, с 1985 — начальник кафедры уголовного процесса Киевской высшей школы милиции МВД СССР (ныне Национальная академия внутренних дел Украины), с 2000 — профессор.
В 1997 окончила Финансово-интернационную академию в Будапеште.
С 1995 — член научно-методического совета при Верховной Раде Украины.
Преподаватель факультета международного права и правоведения Украинской академии внешней торговли.

## Научная деятельность
Исследования проблемы дознания, досудебного следствия, теории доказательств, уголовного права.

## Основные труды
- «Організаційно-правові питання у виправно-трудових закладах» (1982),
- «Міліція як орган дізнання» (1989, в соавт.),
- «Забезпечення законності при складанні протоколів слідчих дій» // Забезпечення законності в діяльності органів внутрішніх справ України: Збірник наукових праць. — Київ: Українська академія внутрішніх справ (в соавт., 1993),
- «До питання про правову регламентацію джерел доказів» // Проблеми удосконалення кримінального та кримінально-процесуального законодавства: Міжвузівський збірник наукових праць. — Київ: Українська академія внутрішніх справ (в соавт., 1993),
- «Теорія і практика оцінки доказів у кримінальному судочинстві» (1997, в соавт.)